# Geōrgios Roumpanīs
Geōrgios Roumpanīs (in greco Γεωργιος Ρουμπανης?; Tripoli, 15 agosto 1929 – Atene, 11 febbraio 2025) è stato un astista greco.

## Biografia
Ai Giochi olimpici di Melbourne 1956 vinse la medaglia di bronzo nel salto con l'asta, registrando un salto di 4,50 m (record greco all'epoca) e usando per la prima volta nella storia dei Giochi olimpici un'asta in fibre di vetro. Per prepararsi all'evento, Roubanis perse un semestre dei suoi studi nell'università statunitense UCLA. Roubanis abbandonò l'atletica nel 1961.
Dopo aver studiato scienze politiche, egli ottenne il titolo di "master" in autogoverno locale. Roubanis lavorò negli Stati Uniti per 5 anni come consulente manageriale per una compagnia cinematografica. Egli creò anche un'agenzia pubblicitaria ed una tipografia. Nel mondo dello sport, Roubanis fu eletto presidente dell'Associazione Panellenica di Calisthenics e fondò diverse altre associazioni.